# Radio 6 (Satellit)
Radio 6, Radio Sputnik 6 oder RS-6 ist ein sowjetischer Amateurfunksatellit, der vom zentralen Radioklub der DOSAAF entwickelt und gebaut wurde. RS-6 trägt einen Lineartransponder für den Mode A.

## Mission
Der Satellit wurde am 17. Dezember 1981 gemeinsam mit RS-3 bis RS-5, RS-7 und RS-8 mit einer russischen Kosmos-3M-Trägerrakete vom Kosmodrom Plessezk in Russland gestartet. Als Kommandostation wurde RS3A in Moskau benannt.
Am 1. Mai 1984 wurde über RS-6 ein Entfernungsrekord über 7042 km zwischen den Stationen N9CUE in Indianapolis (EM69xq) und DK9AC in Göttingen (JO41xm) registriert.

## Frequenzen
- 145,910 … 145,950 MHz Uplink
- 29,410 … 29,450 MHz Downlink
- 29,411-MHz-Bake 1
- 29,453-MHz-Bake 2